# إقلاب
الإقلاب هو قلب النون الساكنة أو التنوين ميمًا قبل الباء مع مراعاة الغنة والإخفاء. تقلب النون والتنوين ميما لأنها تشارك الباء في المخرج والنون في الغنة. وهو أيضا تبديل حرف مكان آخر وقلب النون الساكنة أو النون إلى ميم.

## التنوين
نحو الباء في ﴿سَميعُۢ بَصير﴾.